# Woojin Industrial Systems
Woojin Industrial Systems Company Limited (koreansk: 우진산전) er en sydkoreansk producent af jernbane-køretøjer, hvilket inkluderer metro-, peoplemover- og monorail-køretøjer samt elbusser. Virksomheden blev etableret i 1974 og har hovedkvarter i Goesan.